# 아메리칸 셰프
《아메리칸 셰프》(영어: Chef)는 2014년 공개된 미국의 로드 코미디 드라마 영화이다. 존 패브로가 각본, 제작, 감독, 주연을 맡고, 소피아 베르가라, 존 레귀자모, 스칼릿 조핸슨, 올리버 플랫, 보비 캐너발리, 더스틴 호프먼, 로버트 다우니 주니어, 엠제이 앤서니 등이 출연하였다. 패브로는 음식 평론가와 언쟁을 벌인 후 인기 있는 로스앤젤레스 레스토랑 일자리를 관두고 고향 마이애미로 돌아가 푸드 트럭을 이끄는 셰프 역을 연기하였다.

## 출연
- 존 패브로 - 칼 캐스퍼 역
- 엠제이 앤서니 - 퍼시 캐스퍼 역
- 존 레귀자모 - 마틴 역
- 소피아 베르가라 - 이네즈 역
- 보비 캐너발리 - 토니 역
- 스칼릿 조핸슨 - 몰리 역
- 올리버 플랫 - 램지 미첼 역
- 더스틴 호프먼 - 리바 역
- 에이미 시데리스 - 젠 역
- 로버트 다우니 주니어 - 마빈 역
- 러셀 피터스 - 마이애미 경찰 역
- 게리 클라크 주니어 - 본인 역

## 제작
패브로 감독은 고예산 영화를 촬영하는 와중에 "초심으로 돌아가기 위해서", 그리고 요리에 관한 영화를 만들고 싶어서 이 영화의 각본을 썼다.
푸드 트럭 소유자이자 셰프인 로이 최가 공동 제작자로 참여하는 한편 영화에 들어간 메뉴를 감독하고 음식을 준비하였다.
본 촬영은 2013년 7월에 로스앤젤레스, 마이애미, 오스틴, 뉴올리언스 등지에서 이루어졌다.

## 기타 제작진
- 공동 제작: 로이 최
- 총괄 제작: 캐런 길크리스트

## 수상 및 후보
- 2014년 제27회 도쿄 국제 영화제 후보 특별 초대작
- 2014년 제15회 뉴포트비치 영화제 수상 관객상: 장편 - 존 패브로
- 2014년 제13회 트라이베카 영화제 수상 관객상 - 존 패브로
- 2014년 제32회 뮌헨 국제영화제 후보 스포트라이트
- 2014년 제40회 도빌 미국 영화제 후보 프리미어 부문
- 2014년 제10회 취리히 영화제 후보 갈라 프리미어
- 2015년 제25회 유바리 국제 판타스틱 영화제 후보 초청영화
- 2015년 제20회 크리틱스 초이스상 후보 코미디 영화 남우주연상
- 2015년 제5회 베이징 국제 영화제 후보 멀티퍼스펙티브

## 우리말 녹음
KBS 성우진
- 홍진욱 - 칼 캐스퍼(존 패브로)
- 사문영 - 퍼시(엠제이 앤서니)
- 배정미 - 이네즈(소피아 베르가라)
- 양석정 - 마틴(존 레귀자모) / 마빈(로버트 다우니 주니어)
- 이선 - 몰리(스칼릿 조핸슨)
- 곽윤상 - 토니(보비 캐너발리)
- 유해무 - 램지 미첼(올리버 플랫)
- 김규식 - 리바(더스틴 호프먼)
- 오수경 - 젠(에이미 시데리스)